# 泉献诚
泉献诚（651年—692年），原名渊献诚，唐高句丽平壤城人，字献诚。高句丽权臣淵蓋蘇文之孙，淵男生之子，入唐後因避諱唐高祖李淵名而改稱泉献诚。

## 生平
唐高宗乾封元年666年，时年十六，其父淵男生派他到长安请降。六月，唐高宗派左骁卫大将军契苾何力为辽东道安抚大使，以右金吾卫将军庞同善、营州都督高侃为行军总管，以献诚为右武卫将军，赐紫袍金带，并御马二匹。为诸军向导，前往接应淵男生。庞同善等赶至新城时，夜里遭到高句丽军偷袭，薛仁贵领军救援，斩首数百级。唐军进至金山时，为高句丽军阻击，不敌溃退，薛仁贵在高句丽军追击唐军时，领兵攻其侧翼，大败高句丽军。在金山之役中，薛仁贵斩首5000级，并趁胜攻占南苏、木底、苍岩等三城，9月赶到国内城与淵男生会合。男生遂率哥勿、南苏、旨岩等城归降。泉献诚随父在英国公李世勣的远征军中效命，招降旧部，安抚地方。
总章元年(668年)11月，李世勣攻破平壤城，俘虏了宝藏王、淵男建等君臣，灭亡了高句丽。12月班师回朝后，淵男生受封封卞国公，泉献诚封卫尉正卿。
调露元年(679年)九月，泉献诚在为其父丁忧服丧期间，单于大都护府(今内蒙古和林格尔西北)突厥阿史德温傅及奉职二部相率反叛，立阿史那泥熟匐为可汗，二十四州首领并叛。泉献诚被夺礼任命为定襄军讨叛大使，与单于大都护长史萧嗣业，将军花大智、李景嘉等一起征讨。
开耀二年(682年)，袭封卞国公，食邑三千户。永淳元年(682年)，祖母去世丁忧去职守孝。光宅元年(684年)十月，三年服丧期满后制授云麾将军、守右卫大将军员外置正员，勋封并如故。
垂拱二年（686年），突厥首领阿史那骨咄禄反叛，进攻朔、代等州，武则天以左玉钤卫中郎将淳于处平为阳曲道总管，与副将中郎将蒲英节率兵赴援，在忻州被突厥击败，死亡五千余人。三月，泉献诚奉敕充神武军大总管，率代州境内诸部族军继续征讨。可能突厥见官军势大，先行退去，故泉献诚率军追至回满川时，见敌军已退走，只好无功而返。
垂拱四年（688年），武则天临朝称制，大力诛杀唐朝宗室。八月，博州刺史琅琊王李冲派人募兵，并串连诸王共同起兵围攻洛阳。武则天遂派左金吾将军丘神勣为清平道行军大总管率军前往博州(今山东聊城)讨伐。豫州刺史越王李贞，得知其子李冲起兵的消息，遂起兵响应，并攻陷了上蔡。九月，武则天命内史岑长倩、凤阁侍郎张光辅、左监门大将军鞠崇裕率兵征讨，张光辅为诸军统帅，泉献诚被任命为龙水道大总管。由于李冲的起兵迅速被丘神勣平定，李贞仓促起兵，其他诸王还未做好准备，故越王李贞之乱很快也被扫平了。因此泉献诚未及出动，叛乱就迅速被平定了。
天授元年（690年）九月九日，武则天革唐命，改国号为周。泉献诚被授左卫大将军员外置同正员。武则天曾经以金币为奖赏，命宰相、南北衙群臣推举善射者五人，射中他的赐给他。内史张光辅推举泉献诚，泉献诚让给右玉钤卫大将军薛吐摩支，摩支也推辞。泉献诚说：“陛下择善射之人，都不是华人。臣恐唐官以射为耻，不如罢之。”武则天采纳。
泉献诚以右卫大将军兼羽林卫。天授二年（691年）二月，泉献诚奉命任检校天枢子来使，“兼于玄武北门押运大仪铜等事”，为武则天筹建天枢。时酷吏来俊臣向其求取贿赂，被泉献诚拒绝，来俊臣怀恨在心，诬其谋反，将他逮捕入狱后在天授三年正月八日乙亥（691年12月3日）缢杀，年四十二岁。久视元年（700年）八月，武则天知其冤，为他平反，赠右羽林卫大将军，谥曰庄。以大足元年（701年）岁次辛丑二月甲辰朔十七日庚申，以礼改葬于洛阳北邙山其父旧茔。

## 家族
- 高祖父：渊子游，莫离支
- 曾祖父：渊太祚，莫离支
- 祖父：淵蓋蘇文(渊盖金)，莫离支、太大对卢
- 父亲：淵男生，卞国公。
- 叔父：淵男建
- 叔父：淵男產
- 弟弟：泉献忠，被淵男建所杀。
- 长子：泉玄隐，柳城县开国男，袭卞国公。
  - 孙子：泉毖，淄川县开国子
- 次子：泉玄逸
- 三子：泉玄静